# Suurisaari (ö i Finland, Norra Savolax, Inre Savolax, lat 62,69, long 27,39)
Suurisaari är en ö i Finland. Den ligger i sjön Kutunjärvi och i kommunen Suonenjoki i den ekonomiska regionen  Inre Savolax ekonomiska region  och landskapet Norra Savolax, i den centrala delen av landet, 300 km norr om huvudstaden Helsingfors. Öns area är 46,4 hektar och dess största längd är 1,6 kilometer i sydöst-nordvästlig riktning.